# Национален отбор по футбол на Русия
Националният отбор по футбол на Русия представлява страната в международните футболни срещи. Контролира се от Руския футболен съюз. Отборът съществува от 1992 г., играе като самостоятелна държава за първи път на Мондиал 1994. Русия заема 9-о място в ранглистата на УЕФА и 26-о място в ранглистата на ФИФА.

## История

### Писмото на 14-те и провалът на Мондиал 1994
Националният отбор на Русия е сформиран в края на 1992 г. Треньор става Павел Садирин. Първия си официален мач „Сборная“ записва срещу Исландия в квалификациите за Мондиал 1994. Отборът завършва втори в групата си и се класира за световното в САЩ. На 17 ноември 1993 г., след загуба от състава на Гърция, е написано Писмо на четиринадесетте. По инициатива на халфа Игор Шалимов, 14 играчи изискват от РФС по-големи премии, да се подобри материално-техническата подкрепа и смяната на Павел Садирин с Анатолий Бишовец. Впоследствие 7 души се отказват от подписите си, а от отбора са изхвърлени Андрей Канчелскис, Игор Шалимов, Игор Доброволский, Игор Коливанов, Сергей Киряков, Андрей Иванов и Василий Кулков.
На Мондиал 1994 отборът отпада в групите, но Олег Саленко става голмайстор на първенството с 6 гола, 5 от които вкарва на Камерун. В останалите 2 мача отборът губи от Швеция и бъдещия шампион Бразилия.

### Рекордните показатели в квалификациите и провалът на Евро 1996
След оставката на Садирин тимът е поет от Олег Романцев. Под негово ръководство в квалификацията за Евро 1996 Русия е първа в групата си с 3 точки пред Шотландия. В 9 мача „Сборная“ отбелязва 34 гола и допуска 5, което е рекордна голова разлика в квалификационен цикъл. На европейското първенство записват 2 загуби от Италия и Германия. След мача с германците Сергей Киряков се скарва с Романцев, защото не е пуснат в стартовия състав. След тази случка нападателят на Карлсруе никога повече не облича националната фланелка. В третия мач от групата Русия завършва наравно с Чехия 3:3. Единственото, с което „Сборная“ се запомня на това първенство, е голът на Владимир Бесчастних срещу чехите. През юли 1996 Романцев подава оставка.

### Години без участие на голям форум
През юли 1996 тимът е поет от Борис Игнатиев. В квалификациите за Мондиал 1998 Русия води в групата си след третия кръг, но в крайна сметка остава втора. Слабите игри с Кипър и Израел и загубата от България с гол на Трифон Иванов поставят под съмнение участието на отбора на световното. В баражите Русия играе с Италия и отпада.
През август 1998 за треньор е назначен Анатолий Бишовец, но той се задържа на поста само няколко месеца. В началото на 1999 на поста се връща Олег Романцев. Под негово ръководство отборът побеждава Франция с 3:2 като гост с 2 гола на Александър Панов, като „Сборная“ навлиза в серия от 5 поредни победи. В последния си мач от квалификациите, Русия завършва 1:1 с Украйна, като фатална грешка на вратаря Александър Филимонов класира украинците. Сборная не успява да се класира на Евро 2000, завършвайки на две точки от лидера в групата Франция и на една от втория Украйна.

### Отново на световно първенство. Мондиал 2002
В квалификациите за Мондиал 2002 Русия е първа в групата и участва на голям форум за първи път от 1996. Сборная допуска едва 1 загуба – от Словения след спорна дузпа, отсъдена от Греъм Пол. Записани са категорични победи над Люксембург, Фариорски острови и Швейцария.
В квалификационния цикъл нападателят Владимир Бесчастних е във вихъра си, отбелязвайки 7 гола в 7 мача. В груповата фаза на Световното Русия се пада с Тунис, Белгия и Япония. Отборът е подсилен с млади таланти, като Дмитрий Сичов, Марат Измайлов и Александър Кержаков. В първия мач побеждават африканците с 2:0, но в следващия мач губи от домакина Япония. Това довежда до масови безредици в Москва и поискването на оставката на Романцев. Сборная до последно има шансове да се класира, но след резила срещу Белгия (3:2), Русия напуска състезанието безславно. 40 минути преди мача Романцев си подава оставката, но тя първоначално е отхвърлена. В крайна сметка президентът на РФС Вячеслав Колосков заявява, че ако Романцев бъде уволнен, е възможно Русия да бъде поета от чуждестранен специалист.

### Участие на Евро 2004
На 7 юли 2002 треньор на „сборная“ става наставникът на ЦСКА Моска Валери Газаев. В началото на квалификациите за Евро 2004 Русия побеждава Ирландия и Албания, а през февруари 2003 печели приятелски турнир в Кипър. Следват срамни загуби от Албания и Грузия, а през юни завършват наравно 2:2 с Швейцария. Два гола за Сергей Игнашевич спасяват Газаев от оставка. През август 2003 треньорът подава оставка. За основен недостатък на отбора се смята прекалено многото футболисти от ЦСКА Москва, които не са на нивото на националния отбор. За временен треньор е назначен Георгий Ярцев. Той извежда отбора до 2. място в групата. В баражите Русия побеждава Уелс след 0:0 в първия мач и победа с 1:0 в реванша. Решителното попадение вкарва десният бек Вадим Евсеев, който след попадението си псува уелсците. На Евро 2004 Русия губи първия си мач от Испания, а след края на срещата от отбора е отстранен Александър Мостовой. Следващият мач с Португалия също е загубен, а вратарят Сергей Овчинников получава червен картон. В третата среща отборът играе с бъдещия шампион Гърция, а мачът завършва 2:1 с голове на Дмитрий Кириченко и Дмитрий Буликин. Голът на Кириченко става най-бързият в историята на европейските първенства.

### Квалификации за Мондиал 2006
В квалификациите за Мондиал 2006 Русия е разбита от Португалия със 7:1, като това е най-голямата загуба на отбора в новата му история. Това остава единствената загуба на Русия в цикъла. Въпреки това Русия се представя доста слабо, записвайки 6 победи и 5 равенства. След тези неубедителни показатели, отборът спада до 33-то място в класацията на ФИФА, а след смяната на президента на РФС, Ярцев е уволнен. Последните няколко мача от квалификационния цикъл са доиграни под ръководството на Юрий Сьомин. С този треньор „Сборная“ не записва нито една загуба.
Сборная не успява да се класира за първенството в Германия, след като остава на трета позиция в групата си. Русия е с равни точки с втория Словакия, но има по-лоша голова разлика.

### Русия под ръководствто на Гуус Хидинк
На 1 март 2006 година отборът е поет за първи път от чужденец. Това е Гуус Хидинк, класирал отбора на Южна Корея на полуфинал на световно първенство. Квалификациите на Евро 2008 не започват убедително, след равенства с Хърватия и Израел. След това „Сборная“ се стабилизира и побеждава Естония, Македония и Андора. През септември 2007 отборът е разбит от Англия с 3:0, а дебют записва Владимир Габулов. Следващият мач с англичаните на Лужники е решаващ, защото при загуба Русия няма да има дори теоретичен шанс. Русия успява да победи Англия с 2:1 с 2 гола на златната резерва Роман Павлюченко. Почти до края на квалификациите Сборная върви трета, докато Англия не пада от Хърватия, а Русия побеждава Андора с 1:0. Аут от състава за европейското остават две от ключовите фигури на Русия – Александър Кержаков и Марат Измайлов. В групите завършва на втора позиция, след победи над Швеция и Гърция. На 1/4-финала побеждава Нидерландия с голове на Андрей Аршавин и Дмитрий Торбински в продълженията. На полуфинала Сборная отпада след загуба от бъдещия шампион Испания. В резултат на третото място от европейското, отборът влиза в топ 10 на ранглистата на УЕФА за първи път от 11 години.
В квалификациите на Мондиал 2010 Русия се пада в сравнително лесна група, като единственият по-силен съперник е Германия. В крайна сметка „сборная“ не успява да се пребори за първото място, след загуба от маншафта с 1:0. На баражите Русия играе със Словения. Първият мач е спечелен без проблем – с 2:1. Но в реванша словенците побеждават с 1:0 след много слаба игра на руснаците. Сборная за втори пореден път пропуска световните финали.

### Сборная под ръководството на Дик Адвокаат. Евро 2012
След оставката на Хидинк треньор става друг нидерландец – Дик Адвокаат.
В квалификациите за Евро 2012 отборът се пада със Словакия, Армения, Македония, Ейре и Лихтенщайн. Русия не тръгва убедително след като губи от словаците. Два кръга преди края „Сборная“ са събрали 17 точки, като са с 2 точки пред втория Ирландия. На 7 октомври побеждават Словакия с гол на Алан Дзагоев, а в последния кръг разгромяват Андора с 6:0. Русия завършва първа в своята квалификационната група за Евро 2012. Голмайстори на отбора в квалификациите са Алан Дзагоев и Роман Павлюченко с по 4 гола.
На 2 декември Русия е изтеглена в една група с Чехия, Полша и Гърция за Евро 2012. На европейското Русия побеждава Чехия с 4:1 в първия мач с 2 гола на Алан Дзагоев. Във втория мач „сборная“ завършва 1:1 с домакина Полша, а в третия губи от Гърция и отпада безславно от шампионата. След този мач Дик Адвокаат си подава оставката.

### Мондиал 2014
След края на Евро 2012 треньор на Русия става италианският спец Фабио Капело. Той дебютира в контрола с Кот Д'Ивоар, завършила 1:1. За първите 2 мача от квалификациите за Мондиал 2014 е повикан ветеранът Сергей Семак, който не е играл за „Сборная“ от 2010. Отборът тръгва силно в квалификациите за Мондиал 2014, записвайки 4 победи без допуснат гол. В следващите два мача Русия записва загуби от Португалия и Северна Ирландия с по 1:0. Сборная разгромява Люксембург с 4:1, а Александър Кокорин отбелязва най-бързият гол в историята на националния отбор, разписвайки се още в 21 секунда. Въпреки това Русия изостава на точка от Португалия. Отборът се класира на Световното първенство като първи в групата. На финалите на турнира са в група с Белгия, Алжир и Южна Корея, но записват едва 2 точки и отпадат още в груповата фаза.

## Екипи през годините
| 1998 – 2002 | 2004 – 2005 | 2006 – 2007 | 2007 | Евро—2008 | 2008 | 2009 | 2009 – 2010 | 2011 | Евро—2012 |

| 1998 – 1999 | ЧМ—2002   | 2002 – 2003 | 2004 – 2005 | 2006 – 2007 | 2007 | Евро—2008 | 2008 | 2009 | 2009 – 2010 |
| 2011        | Евро—2012 |             |             |             |      |           |      |      |             |

## Стадион
За домашен стадион на националния отбор на Русия е считан стадион Лужники. Сборная често играят мачовете си и на стадион Локомотив, както и на стадион Петровски в Санкт-Петербург. На 17 ноември 2010 „Сборная“ играе контрола срещу Белгия на централния стадион във Воронеж.

## Статистика
До 1992 година отборът на Русия се състезава като част от СССР и ОНД.

### Световни първенства
| Година | Рунд          | П  | Р  | З  | ГВ | ГП |
| ------ | ------------- | -- | -- | -- | -- | -- |
| 1930   | не участва    | -  | -  | -  | -  | -  |
| 1934   | не участва    | -  | -  | -  | -  | -  |
| 1938   | не участва    | -  | -  | -  | -  | -  |
| 1950   | не участва    | -  | -  | -  | -  | -  |
| 1954   | не участва    | -  | -  | -  | -  | -  |
| 1958   | 1/4-финал     | 2  | 1  | 2  | 5  | 6  |
| 1962   | 1/4-финал     | 2  | 1  | 1  | 9  | 7  |
| 1966   | 1/2-финал     | 4  | 0  | 2  | 10 | 6  |
| 1970   | 1/4-финал     | 2  | 1  | 1  | 6  | 2  |
| 1974   | не се класира | -  | -  | -  | -  | -  |
| 1978   | не се класира | -  | -  | -  | -  | -  |
| 1982   | Групова фаза  | 2  | 2  | 1  | 7  | 4  |
| 1986   | 1/8-финал     | 2  | 1  | 1  | 12 | 5  |
| 1990   | Групова фаза  | 1  | 0  | 2  | 4  | 4  |
| 1994   | Групова фаза  | 1  | 0  | 2  | 7  | 6  |
| 1998   | не се класира | -  | -  | -  | -  | -  |
| 2002   | Групова фаза  | 1  | 0  | 2  | 4  | 4  |
| 2006   | не се класира | -  | -  | -  | -  | -  |
| 2010   | не се класира | -  | -  | -  | -  | -  |
| 2014   | Групова фаза  | 0  | 2  | 1  | 2  | 3  |
| 2018   | 1/4-финал     | 2  | 2  | 1  | 11 | 7  |
| 2022   | забрана       | -  | -  | -  | -  | -  |
| 2026   | –––           | -  | -  | -  | -  | -  |
| 2030   | –––           | -  | -  | -  | -  | -  |
| 2034   | –––           | -  | -  | -  | -  | -  |
| Общо   | 11/22         | 19 | 10 | 16 | 77 | 54 |

### Европейско първенство
| Година | Рунд          | П  | Р | З  | ГВ | ГП |
| ------ | ------------- | -- | - | -- | -- | -- |
| 1960   | Шампион       | 2  | 0 | 0  | 5  | 1  |
| 1964   | Финал         | 1  | 0 | 1  | 4  | 2  |
| 1968   | 1/2-финал     | 0  | 1 | 1  | 0  | 2  |
| 1972   | Финал         | 1  | 0 | 1  | 1  | 3  |
| 1976   | не участва    | -  | - | -  | -  | -  |
| 1980   | не участва    | -  | - | -  | -  | -  |
| 1984   | не участва    | -  | - | -  | -  | -  |
| 1988   | Финал         | 3  | 1 | 1  | 7  | 4  |
| 1992   | Групова фаза  | 0  | 2 | 1  | 1  | 4  |
| 1996   | Групова фаза  | 0  | 1 | 2  | 4  | 8  |
| 2000   | не се класира | -  | - | -  | -  | -  |
| 2004   | Групова фаза  | 1  | 0 | 2  | 2  | 4  |
| 2008   | 1/2-финал     | 3  | 0 | 2  | 7  | 8  |
| 2012   | Групова фаза  | 1  | 1 | 1  | 5  | 3  |
| 2016   | Групова фаза  | 0  | 1 | 2  | 2  | 6  |
| 2020   | Групова фаза  | 1  | 0 | 2  | 2  | 7  |
| 2024   | забрана       | -  | - | -  | -  | -  |
| 2028   | ---           | -  | - | -  | -  | -  |
| 2032   | ---           | -  | - | -  | -  | -  |
| Общо   | 12/16         | 13 | 7 | 16 | 40 | 52 |

## Почетни листи
- До 27 март 2018 г.

| #  | Име                 | Период      | Мача | Гола |
| -- | ------------------- | ----------- | ---- | ---- |
| 1  | Сергей Игнашевич    | 2002–       | 120  | 8    |
| 2  | Виктор Онопко       | 1992 – 2003 | 109* | 7    |
| 3  | Игор Акинфеев       | 2004–       | 103  | -86  |
| 4  | Василий Березутски  | 2003–       | 101  | 6    |
| 5  | Александър Кержаков | 2002–       | 91   | 30   |
| 6  | Юрий Жирков         | 2005–       | 81   | 2    |
| 7  | Александър Анюков   | 2004 – 2013 | 77   | 1    |
| 8  | Андрей Аршавин      | 2002 – 2012 | 75   | 17   |
| 9  | Валери Карпин       | 1992 – 2003 | 72   | 17   |
| 10 | Владимир Бесчастних | 1992 – 2003 | 71   | 26   |

| #  | Име                 | Период      | Гол | Мач | Гол % |
| -- | ------------------- | ----------- | --- | --- | ----- |
| 1  | Александър Кержаков | 2002–       | 30  | 91  | 0,33  |
| 2  | Владимир Бесчастних | 1992 – 2003 | 26  | 71  | 0,36  |
| 3  | Роман Павлюченко    | 2003 – 2012 | 21  | 51  | 0,41  |
| 4  | Валери Карпин       | 1992 – 2003 | 17  | 72  | 0,23  |
| 5  | Андрей Аршавин      | 2002 – 2012 | 17  | 75  | 0,22  |
| 6  | Дмитрий Сичов       | 2002 – 2011 | 15  | 47  | 0,31  |
| 7  | Роман Широков       | 2008–       | 13  | 57  | 0,24  |
| 8  | Фьодор Смолов       | 2012–       | 12  | 30  | 0,4   |
|    | Игор Коливанов      | 1992 – 1998 | 12* | 35* | 0,34  |
|    | Александър Кокорин  | 2011–       | 12  | 42  | 0,29  |
| 11 | Сергей Киряков      | 1992 – 1998 | 10* | 28* | 0,35  |
|    | Александър Мостовой | 1992 – 2004 | 10* | 50* | 0,20  |

## Състав
Състав на Русия за Мондиал 2018
|               |  | Игор Акинфеев      | вратар       | ЦСКА Москва           |
|               |  | Андрей Луньов      | вратар       | Зенит Санкт Петербург |
|               |  | Владимир Габулов   | вратар       | Клуб Брюж             |
| Защитници     |  |                    |              |                       |
|               |  | Сергей Игнашевич   | защитник     | ЦСКА Москва           |
|               |  | Владимир Гранат    | защитник     | Рубин (Казан)         |
|               |  | Фьодор Кудряшов    | защитник     | Рубин (Казан)         |
|               |  | Иля Кутепов        | защитник     | Спартак Москва        |
|               |  | Игор Смолников     | защитник     | Зенит Санкт Петербург |
|               |  | Андрей Семьонов    | защитник     | ФК Ахмат              |
|               |  | Марио Фернандес    | защитник     | ЦСКА Москва           |
| Полузащитници |  |                    |              |                       |
|               |  | Денис Черишев      | полузащитник | Виляреал КФ           |
|               |  | Алан Дзагоев       | полузащитник | ЦСКА Москва           |
|               |  | Роман Зобнин       | полузащитник | Спартак (Москва)      |
|               |  | Александър Самедов | полузащитник | Спартак Москва        |
|               |  | Антон Миранчук     | полузащитник | Локомотив Москва      |
|               |  | Юрий Газински      | полузащитник | Краснодар             |
|               |  | Юрий Жирков        | полузащитник | Зенит Санкт Петербург |
|               |  | Александър Ерьохин | полузащитник | Зенит Санкт Петербург |
|               |  | Александър Головин | полузащитник | ЦСКА Москва           |
|               |  | Далер Кузяев       | полузащитник | Зенит Санкт Петербург |
| Нападатели    |  |                    |              |                       |
|               |  | Алексей Миранчук   | нападател    | Локомотив (Москва)    |
|               |  | Артьом Дзюба       | нападател    | Зенит Санкт Петербург |
|               |  | Фьодор Смолов      | нападател    | Краснодар             |

## Капитани на Русия
| Период      | Капитан            |
| ----------- | ------------------ |
| 1992 – 1993 | Станислав Черчесов |
| 1993        | Игор Шалимов       |
| 1994        | Александър Бородюк |
| 1994        | Дмитрий Харин      |
| 1994 – 1998 | Виктор Онопко      |
| 1998        | Игор Доброволский  |
| 1998 – 2002 | Виктор Онопко      |
| 2002 – 2003 | Алексей Смертин    |
| 2003 – 2004 | Виктор Онопко      |
| 2004 – 2006 | Алексей Смертин    |
| 2006        | Евгений Алдонин    |
| 2006 – 2007 | Егор Титов         |
| 2007 – 2008 | Андрей Аршавин     |
| 2008 – 2009 | Сергей Семак       |
| 2009 – 2012 | Андрей Аршавин     |
| 2012 – 2014 | Игор Денисов       |
| 2012 – 2014 | Василий Березуцки  |
| 2014 – 2016 | Роман Широков      |
| 2016        | Василий Березуцки  |
| 2017 –      | Игор Акинфеев      |

## Главни треньори
- До 20 юни 2016 г.

| Главен треньор     | Период                     | Мача | Победи | Равни | Загуби | Победи % |
| ------------------ | -------------------------- | ---- | ------ | ----- | ------ | -------- |
| Павел Садирин      | 16.07.1992 – 28.07.1994    | 23   | 12     | 6     | 5      | 52       |
| Олег Романцев      | 28.07.1994 – 11.06.1996    | 60   | 36     | 14    | 10     | 60       |
| Борис Игнатиев     | 11.07.1996 – 19.06.1998    | 20   | 8      | 8     | 4      | 40       |
| Анатоли Бишовец    | 24.07.1998 – 20.12.1998    | 6    | 0      | 0     | 6      | 0        |
| Олег Романцев      | 28.12.1998 – 08.07.2002    | 35   | 19     | 10    | 6      | 54       |
| Валери Газаев      | 08.07.2002 – 25.08.2003    | 9    | 4      | 2     | 3      | 44       |
| Георги Ярцев       | 25.08.2003— 05.04.2005     | 19   | 8      | 6     | 5      | 42       |
| Юри Сьомин         | 18.04.2005 – 31.12.2005    | 7    | 3      | 4     | 0      | 43       |
| Александър Бородюк | 1 януари 2006 – 09.07.2006 | 2    | 0      | 1     | 1      | 0        |
| Гюс Хидинк         | 09.07.2006 – 30.06.2010    | 39   | 22     | 7     | 10     | 56       |
| Дик Адвокаат       | 15.07.2010 – 15.07.2012    | 24   | 12     | 8     | 4      | 50       |
| Фабио Капело       | 16.07.2012 – 14.07.2015    | 33   | 17     | 11    | 5      | 51.5     |
| Леонид Слуцки      | 07.08.2015—                | 10   | 6      | 1     | 3      | 60       |

## България – Русия
| Дата       | Място           | Събитие     | Отбор    | Резултат | Отбор    | ФИФА |
| ---------- | --------------- | ----------- | -------- | -------- | -------- | ---- |
| 10.09.1997 | София           | Кв. Св.п-во | България | 1:0      | Русия    | ДА   |
| 11.10.1997 | Москва          | Кв. Св.п-во | Русия    | 4:2      | България | ДА   |
| 31.03.2004 | София           | Приятелски  | България | 2:2      | Русия    | ДА   |
| 11.08.2010 | Санкт Петербург | Приятелски  | Русия    | 1:0      | България | ДА   |